# پاسکال کینیار
پاسکال کینیار (به فرانسوی: Pascal Quignard) (زادهٔ ۲۳ آوریل ۱۹۴۸) نویسنده قرن بیستم میلادی اهل فرانسه است. در سال ۱۹۹۱ او برای رمان سایه‌های سرگردان موفق به کسب جایزه گنکور شده است. از پاسکال کینیار، رمان‌های تراسی در رم (۱۳۹۰)، همهٔ صبح‌های دنیا (۱۳۹۰) و مادلن در زیباترین صبح جهان (۱۳۹۴) به فارسی ترجمه شده است.